# Avraham Stern
Avraham Stern (født 23. december 1907 Suwałki i Russiske Kejserrige (nu Polen), død 12. februar 1942 i Palæstina) var en militant zionist, der dannede terrorgruppen Lehi, også kendt som "Stern-gruppen", i 1940.
Han voksede op i Suwałki og emigrerede i 1925 til Palæstina, hvor han blev elev ved det hebraiske gymnasium i Jerusalem og senere student ved Det hebraiske universitet i Jerusalem. Stern specialiserede sig i klassiske sprog og litteratur (græsk og latin). 
Stern dannede den militante terrorgruppe Lehi i 1940 ved at splitte Irgun. Stern afviste alle forhandlinger med briterne og hævdede, at væbnet kamp mod briterne var den eneste mulige vej til at etablere en zionistisk stat. Med sig i gruppen havde han også senere statsminister i Israel Yitzhak Shamir. I 1941 prøvede Stern at opnå en aftale med de tyske myndigheder i Nazi-Tyskland. Aftalen skulle gå ud på, at gruppen skulle kæmpe på nazisternes side mod, at de skulle hjælpe jødiske flygtninge til Palæstina. Aftalen blev imidlertid ikke indgået, da tyskerne ikke reagerede på henvendelsen.
Sterns gruppe deltog i flere terrorangreb i Palæstina, blandt dem Deir Yassin-massakren, drabet på Lord Moyne og muligvis også drabet på Folke Bernadotte, selv om dette aldrig er blevet bekræftet.
Stern blev dræbt i 1942 af britisk politi, da de skulle arrestere ham.